# Johann Friedrich Hennert
Johann Friedrich Hennert (Berlim, 1733 — 1813) foi um matemático alemão.
Foi professor de matemática, astronomia e filosofia na Universidade de Utrecht, até 1805. Escreveu uma série de livros texto sobre cálculo diferencial.
Foi aluno de Leonhard Euler. 